# Arima marginata
- Arima brevipennis  (Illiger, 1805)

Arima marginata là một loài bọ cánh cứng trong họ Chrysomelidae, phân họ Galerucinae. Nó chỉ được tìm thấy ở Pháp và Ý lục địa.